# モービル郡 (アラバマ州)
モービル郡（英: Mobile County）は、アメリカ合衆国アラバマ州の南西隅に位置する郡である。人口は41万4809人（2020年）。郡庁所在地はモービルであり、同郡で人口最大の都市である。郡名はモービラ族インディアンから採られた。モービル郡はその全体でモービル都市圏を構成している。

## 歴史
モービル郡となった地域は数千年の間、様々な文化の先住民が住んでいた。フランス人の交易業者や開拓者が入ってきたときの先住民族はチョクトー族インディアンだった。フランス人は18世紀初期にモービルの町を設立した。フレンチ・インディアン戦争に勝利したイギリスは、1763年にこの地域をフランスから奪った。アメリカ独立戦争のときは、スペイン領フロリダとしてスペインの支配下に入っていた。米英戦争の後、アメリカ合衆国の領土となった。
この地域にいたインディアンの大半は1830年代にアンドリュー・ジャクソンの政策により、ミシシッピ川の西にあるインディアン準州へ強制移住させられた。1979年、チョクトー族インディアンMOWAバンドをアラバマ州が認知した。この人々はモービル郡とワシントン郡の郡境地域に集中している。
モービル郡は1812年12月18日のミシシッピ準州知事ホームズの宣言により、ヨーロッパ系アメリカ人によって設立された。この地域はミシシッピが州になった1817年8月15日にアラバマ準州の領域となり、2年後の1819年12月14日、アラバマが州になったときにアラバマ州の郡となった。
モービル市はラ・ルイジアンの一部としてフランス人開拓者が設立しており、常に郡庁所在地に指定されてきた。モービル郡もモービル市も1702年に現在のアクシス近くに設立されたフランスの砦、「モービルのルイ砦」からその名を得ている。「モービル」という言葉はチョクトー族インディアンの言葉で、「カヌーを漕ぐ人」を意味すると考えられている。この地域は1702年から1763年までフランス、1763年から1780年はイギリス、1780年から1813年はスペインが支配していた。郡庁舎は1823年、1840年、1872年の3度火事にあった。

## 政府

### 郡政府
モービル郡は3人の委員による郡政委員会が統治している。各委員は郡内3つの選挙区を代表しており、任期は4年間である。委員会での投票権は平等である。委員の1人が議長に選ばれている。

### 州政府
アラバマ州議会に対しては、モービル郡から3人の上院議員と9人の下院議員を送り出している。2013年2月時点で上院議員は共和党員1人、民主党員1人、空席1人になっている。同じく下院議員は共和党員5人、民主党員3人、空席1人になっている。

## 地理
アメリカ合衆国国勢調査局に拠れば、郡域全面積は1,644.02平方マイル (4,258.0 km2)であり、このうち陸地1,233.09平方マイル (3,193.7 km2)、水域は410.93平方マイル (1,064.3 km2)で水域率は25.00%である。郡内にはドーフィン島、ゲイラード島、モンルイ島など幾つかの島がある。

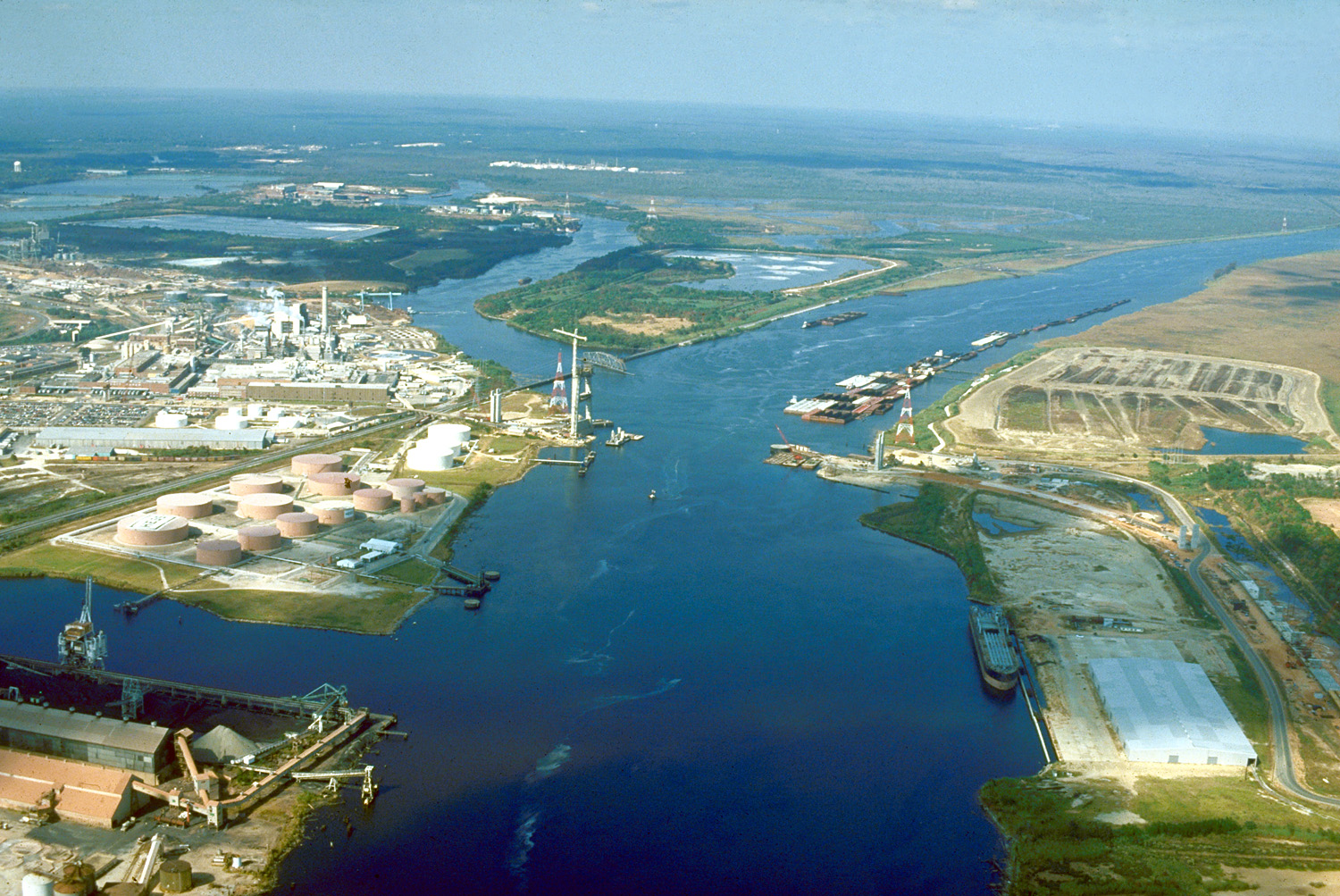
モービル川とチカソー川の合流点、アメリカ国道90号線のコクラン・アフリカタウン橋を建設中の1990年頃に撮影

### 主要高規格道路
- 州間高速道路10号線
- 州間高速道路65号線
- 州間高速道路165号線
- 州間高速道路110号線、西側バイパスを計画中
- アメリカ国道43号線
- アメリカ国道45号線
- アメリカ国道90号線
- アメリカ国道98号線

### 隣接する郡
- ワシントン郡 - 北
- ボールドウィン郡 - 東
- ジャクソン郡 (ミシシッピ州) - 南西
- ジョージ郡 (ミシシッピ州) - 西
- グリーン郡 (ミシシッピ州) - 北西

### 国立保護地域
- ボンセコール国立野生生物保護区（部分）
- グランドベイ国立野生生物保護区（部分）

## 人口動態
以下は2000年国勢調査による人口統計データである。
| 基礎データ - 人口: 399,843人 - 世帯数: 150,179 世帯 - 家族数: 106,777 家族 - 人口密度: 125人/km2（324人/mi2） - 住居数: 165,101軒 - 住居密度: 52軒/km2（134軒/mi2） 人種別人口構成（ ）内は2010年データ - 白人: 63.07% (60.2%) - アフリカン・アメリカン: 33.38% (34.6%) - ネイティブ・アメリカン: 0.67% (0.9%) - アジア人: 1.41% (1.8%) - 太平洋諸島系: 0.03% (0.0%) - その他の人種: 0.40% - 混血: 1.04% (1.5%) - ヒスパニック・ラテン系: 1.22% (2.4%) 年齢別人口構成 - 18歳未満: 27.5% - 18-24歳: 10.0% - 25-44歳: 28.7% - 45-64歳: 21.9% - 65歳以上: 12.0% - 年齢の中央値: 34歳 - 性比（女性100人あたり男性の人口） - 総人口: 91.5 - 18歳以上: 87.1 | 世帯と家族（対世帯数） - 18歳未満の子供がいる: 34.4% - 結婚・同居している夫婦: 49.5% - 未婚・離婚・死別女性が世帯主: 17.7% - 非家族世帯: 28.9% - 単身世帯: 24.8% - 65歳以上の老人1人暮らし: 8.8% - 平均構成人数 - 世帯: 2.61人 - 家族: 3.13人 収入と家計 - 収入の中央値 - 世帯: 33,710米ドル - 家族: 40,378米ドル - 性別 - 男性: 32,329米ドル - 女性: 21,986米ドル - 人口1人あたり収入: 17,178米ドル - 貧困線以下 - 対人口: 18.5% - 対家族数: 15.6% - 18歳未満: 26.2% - 65歳以上: 14.6% |

## 政治
2004年アメリカ合衆国大統領選挙では、共和党現職のジョージ・W・ブッシュが郡総投票数の59%、92,014票を獲得し、対する民主党候補のジョン・ケリーは40%、63,732票だった。
2008年でも共和党候補を過半数が支持した。ジョン・マケインは54%、98,049票を獲得し、対する民主党候補のバラク・オバマは45%、82,181票だった。
2008年のアメリカ合衆国上院議員選挙では、共和党のジェフ・セッションズが57%、102,043票を獲得し、マケインを上回った。民主党候補のビビアン・D・フィギュアーズは43%、77,292票だった。

## 都市と町

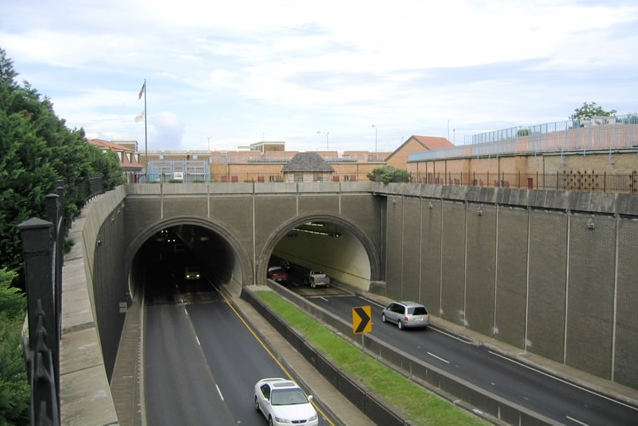
ウォレス・トンネルに入る州間高速道路10号線、モービル市

### 都市
| - モービル - 郡庁所在地 - バイユーラバトル - チカソー - シトロネル - クレオラ - プリチャード - サラランド - サツマ - セムズ |

### 町
- ドーフィンアイランド
- マウントバーノン

### 国勢調査指定地域
- グランドベイ
- セオドア
- ティルマンズコーナー

### 未編入の町
| - アラバマポート - アクシス - バックス - チャンチュラ - コーデン | - エイトマイル - ファーンランド - ヘロンベイ - アービントン - クシュラ | - ルモイン - モービラ - モンルイ - セントエルモ - ユニオンチャーチ - ウィッスラー |

## 教育
モービル郡の大半の地域における公共教育はモービル郡公共教育学区が運営している。チカソー、サラランド、サツマ各市は独自の教育学区を持っている。それぞれチカソー市教育学区、サラランド教育委員会、サツマ市教育学区と呼ばれている。